# (5893) Coltrane
(5893) Coltrane (1982 EF) – planetoida z grupy pasa głównego asteroid okrążająca Słońce w ciągu 4,21 lat w średniej odległości 2,61 j.a. Odkryta 15 marca 1982 roku.